# Mosjön (Ekeberga socken, Småland)
Mosjön är en sjö i Lessebo kommun i Småland och ingår i Lyckebyåns huvudavrinningsområde. Sjön har en area på 0,113 kvadratkilometer och ligger 237,2 meter över havet.

## Delavrinningsområde
Mosjön ingår i det delavrinningsområde (630400-147793) som SMHI kallar för Mynnar i Lyckebyån. Medelhöjden är 236 meter över havet och ytan är 6,01 kvadratkilometer. Det finns ett avrinningsområde uppströms, och räknas det in blir den ackumulerade arean 6,68 kvadratkilometer. Vattendraget som avvattnar avrinningsområdet har biflödesordning 2, vilket innebär att vattnet flödar genom totalt 2 vattendrag innan det når havet efter 103 kilometer. Avrinningsområdet består mestadels av skog (80 procent). Avrinningsområdet har 0,12 kvadratkilometer vattenytor vilket ger det en sjöprocent på 1,9 procent.